# Георги Куфов
Георги Хр. Куфов е български преводач и писател от френски и гръцки език.

## Биография
Георги Куфов е роден през 1923 г. в стария град в Пловдив. Още като дете през 1934 г., се премества заедно с родителите си и се установяват в София, където завършва Френски колеж, а по-късно следва френска филология и право. Куфов е потомък на стара фамилия гръцки търговци от Епир на име Кофос, която се установява по българските земи в средата на 19 век. В семейните хроники са съхранени спомени за най-малко тристагодишна търговска дейност, развивана от предците му в Персия, Египет, Русия и Австрия.
Дядо му по майчина линия е от рода Дзимас и малкият Георги често чувал у дома да се говори благоговейно за капетан Дзимас. Този негов дядо бил завършил Патриаршеската академия в Цариград, а неговата съпруга – гръцката девическа гимназия в Пловдив. Родителите му говорели гръцки, а баща му владеел още турски, френски, и немски, също толкова добре колкото и български. През 1943 г. Куфов постъпва в Школа за запасни офицери, взима участие във Втората световна война като офицер от артилерията и получава четири бойни отличия.
Кариерата си като литературен преводач Г. Куфов започва през 1961 г., когато печели конкурс на издателство „Народна култура“ за превода на романа „Капитан Михалис“. След този успех различни софийски, пловдивски и варненски издателства му възлагат преводи. Награждаван е със златен орден „Св. св. Кирил и Методий“, едно от най-високите български отличия за принос към книжовността и културата. Удостояван е два пъти с награди на Съюза на българските преводачи (едната, от които през 1985 г. за превода на „Последното изкушение“). През 1997 г. бе отличен от Съюза на българските преводачи съвместно с посолството на Гърция със специална грамота за цялостната му литературна дейност и приноса му за развитието на българо-гръцките отношения. Обявен е за почетен гражданин на София. Куфов е един от основателите на Българскогръцкото дружество за приятелство и на Съюза на преводачите в България.
В предговорите си към българските издания на критския писател, предложен за Нобелова награда, които представляват задълбочени изследвания на стила, както и на литературните, философски и идеологически корени (Ницше, Бергсон, Маркс, Шопенхауер, Клодел, Франциск Асизки, Уитман, Достоевски, Христос, Буда и др.) на Казандзакис, Куфов въоръжава читателя с компас за по-пълноценно вникване в света на неговите идеи и прави по-достъпно творчеството му.
Почива през 2004 г. и е погребан в Централните софийски гробища.

## Творчество

### Самостоятелни издания
- „Парадокси на демокрацията“ (???? г.) – ИК „Захари Стоянов“ (2017)
- Сатурналии - Памфлети Файлетони Файлетониди ( 1994)

### Предговори
- „Предговор към българското издание“ (1980) – „Папеса Йоана“, Емануил Роидис
- „Съвременният Христос на Казандзакис“ (1983) – „Христос отново разпнат“, Никос Казандзакис
- „Гръцката митология и Казандзакис“ (1990) – „В дворците на Кносос“, Никос Казандзакис

### Послеслови
- „За автора и още нещо“ – „Дневникът на Пенелопа“ Костас Варналис

### Преводи

#### Романи
- „Клошмерл“ Габриел Шевалие (1967)
- „Затворът“ Жорж Сименон (1972)
- „Архипелагът в пламъци“ Жул Верн (1973)
- „Папеса Йоана“ Емануил Роидис (1980)
- „Дневникът на Пенелопа“ Костас Варналис (1981)
- Капитан Михалис - Никос Казандзакис
- „Христос отново разпнат“ Никос Казандзакис (1983)
- „Рапорт пред Ел Греко“ Никос Казандзакис (1984)
- „Алексис Зорбас“ Никос Казандзакис (1984)
- „Последното изкушение“ Никос Казандзакис (1989)
- „В дворците на Кносос“ Никос Казандзакис (1990)

#### Новели
- „Господин Паран“ Ги дьо Мопасан (1982)
- „Драма край морския бряг“ (Издание: „Френски морски новели“) Оноре дьо Балзак (1978)

#### Повести
- Историята на един пленник Стратис Дукас (1967)

#### Разкази
Из „Нормандска шега“, издание е съставено по 8-томното издание на избраните съчинения на Мопасан от 1958 – 1959 г. на издателство „Народна култура“:
- „Бекасите“
- „В селския съд“
- „Вендета“
- „Зверът на чичо Белом“
- „Коко“
- „Кръщавка“
- „Отцеубийство“
- „Престъплението, което чичо Бонифас разкри“
- „Признанието“
- „Просякът“

Из „Избрани творби“ на Ги дьо Мопасан, ИК „Народна култура“ (1976)
- „Старикът“
- „Страхливец“

### Историографии
- „Диктаторите“ Костас Варналис – ???? г.